# Estelline (Texas)
Estelline è un centro abitato degli Stati Uniti d'America situato nella contea di Hall dello Stato del Texas.
La popolazione era di 145 persone al censimento del 2010.

## Geografia fisica
Estelline è situata a 34°32′46″N 100°26′14″W (34.546062, -100.437212), all'incrocio tra la U.S. Highway 287 e la State Highway 87, nella zona centro orientale della contea di Hall, circa 14 km a sud est di Memphis e 15 miglia a nord ovest di Childress. La città più vicina è Amarillo, che si trova 102 miglia a nord ovest.
Secondo lo United States Census Bureau, ha un'area totale di 0,7 miglia quadrate (1,8 km²).

## Società

### Evoluzione demografica
Secondo il censimento of 2012, c'erano 143 persone, 65 nuclei familiari e 39 famiglie residenti nella città. La densità di popolazione era di 228,9 persone per miglio quadrato (88,9/km²). C'erano 93 unità abitative a una densità media di 126,7 per miglio quadrato (49,2/km²). La composizione etnica della città era formata dal 77,98% di bianchi, il 7,74% di afroamericani, il 2,38% di nativi americani, lo 0,60% di asiatici, il 10,71% di altre razze, e lo 0,60% di due o più etnie. Ispanici o latinos di qualunque razza erano il 50,00% della popolazione.
C'erano 65 nuclei familiari di cui il 21,5% aveva figli di età inferiore ai 18 anni, il 43,1% aveva coppie sposate conviventi, il 12,3% aveva un capofamiglia femmina senza marito, e il 40,0% erano non-famiglie. Il 33,8% di tutti i nuclei familiari erano individuali e il 24,6% aveva componenti con un'età di 65 anni o più che vivevano da soli. Il numero di componenti medio di un nucleo familiare era di 2,58 e quello di una famiglia era di 3,49.
La popolazione era composta dal 26,2% di persone sotto i 18 anni, il 10,1% di persone dai 18 ai 24 anni, il 22,0% di persone dai 25 ai 44 anni, il 19,6% di persone dai 45 ai 64 anni, e il 22,0% di persone di 65 anni o più. L'età media era di 39 anni. Per ogni 100 femmine c'erano 86,7 maschi. Per ogni 100 femmine dai 18 anni in giù, c'erano 79,7 maschi.
Il reddito medio di un nucleo familiare era di 19.750 dollari, e quello di una famiglia era di 34.167 dollari. I maschi avevano un reddito medio di 22.188 dollari contro i 16.250 dollari delle femmine. Il reddito pro capite era di 11.519 dollari. Circa il 16,7% delle famiglie e il 21,9% della popolazione erano sotto la soglia di povertà, incluso il 32,4% di persone sotto i 18 anni di età e il 22,2% di persone di 65 anni o più.